# Cândido José de Araújo Viana
Cândido José de Araújo Viana, Marqués de Sapucaí (Nova Lima, 15 de septiembre de 1793 — Río de Janeiro , 23 de enero de 1875) fue un desembargador y político brasileño. Ocupó el despacho del ministerio de negocios del imperio, ministerio de hacienda y ministro de justicia. Además fue presidente provincial de Maranhão y de Alagoas así como senador por Minas Gerais entre 1840 y 1875 y presidente del senado entre 1851 y 1853.
Bachiller en derecho por la Universidad de Coímbra, fue miembro de la asamblea constituyente de 1823 y diputado general por Minas Gerais durante tres mandatos. Fue también procurador de la corona, fiscal del tesoro y ministro del Supremo Tribunal de Justicia y fue nombrado miembro extraordinario del Consejo de Estado desde su creación.
En 1839 fue nombrado preceptor en literatura y ciencias positivas de Pedro II (entonces aún heredero del trono); posteriormente, también se ocupó de la educación de la Princesa Isabel. Como Ministro de Imperio en el segundo gabinete conservador, refrendó la ley que daba a los senadores el tratamiento solemne de "Su Excelencia" además de aprobar la reforma electoral conocida como el "Decreto de 1842".
Condecorado como dignatario de la Imperial Orden de Cristo y de la Rosa, además del Gran Cruz de la Orden Militar de la Torre y de la Espada, del Valor, Lealtad y Mérito y de la Legión de Honor. Recibió del emperador el título de vizconde en 1854 y de marqués en 1872. Era del Consejo de Su Majestad, Gentilhombre de la Imperial Cámara e Hidalgo Caballero de la Casa Imperial.
Más de 100 años luego de su muerte, en 1984, Darcy Ribeiro inauguró en la avenida que lleva su nombre en Río de Janeiro, el “Sambódromo”, projectado por Oscar Niemayer. A partir de entonces el Marqués ha sido citado en varias sambas al coger todos los desfiles oficiales de escuelas de samba durante el carnaval. Fue homenajeado por la escuela de samba Beija-Flor de Río de Janeiro en el carnaval de 2016, con la alegoría "Mineirinho Genial! Nova Lima – Cidade natal. Marquês de Sapucaí – O poeta imortal!".